# スロベニア鉄道312/317形電車
スロベニア鉄道312/317形電車（スロベニアてつどう312/317がたでんしゃ、スロベニア語: SŽ serija 312/317）は、スロベニアの国有鉄道であるスロベニア鉄道の路線で使用されている電車。シーメンスが開発・展開する鉄道車両ブランド「デジロ（Desiro）」の1車種で、2000年から営業運転に用いられている。

## 概要
1998年、スロベニア鉄道は旧型電車（311/315形）の置き換えを目的に、シーメンスとの間に新型電車の導入に関する契約を交わした。これを基に製造が実施されたのが312形および317形である。
スロベニア鉄道各地の電化区間へ向け、先頭車両（312形0番台）による2車体連接車と、先頭車両（312形100番台）と中間車両（317形）による3車体連接車の2つの編成が製造されている。乗降扉付近を含めた社内の一部は床上高さを抑えた低床構造になっており、低床式プラットホームからの乗降が容易となっている他、バリアフリー対応トイレを始めとしたバリアフリーへの対応が図られている。また、車内には折り畳み座席が設置されているフリースペースや空調装置が完備されている。製造に際しては、最終組み立てを始めとした工程の約60 %にスロベニアの企業が関わっている。

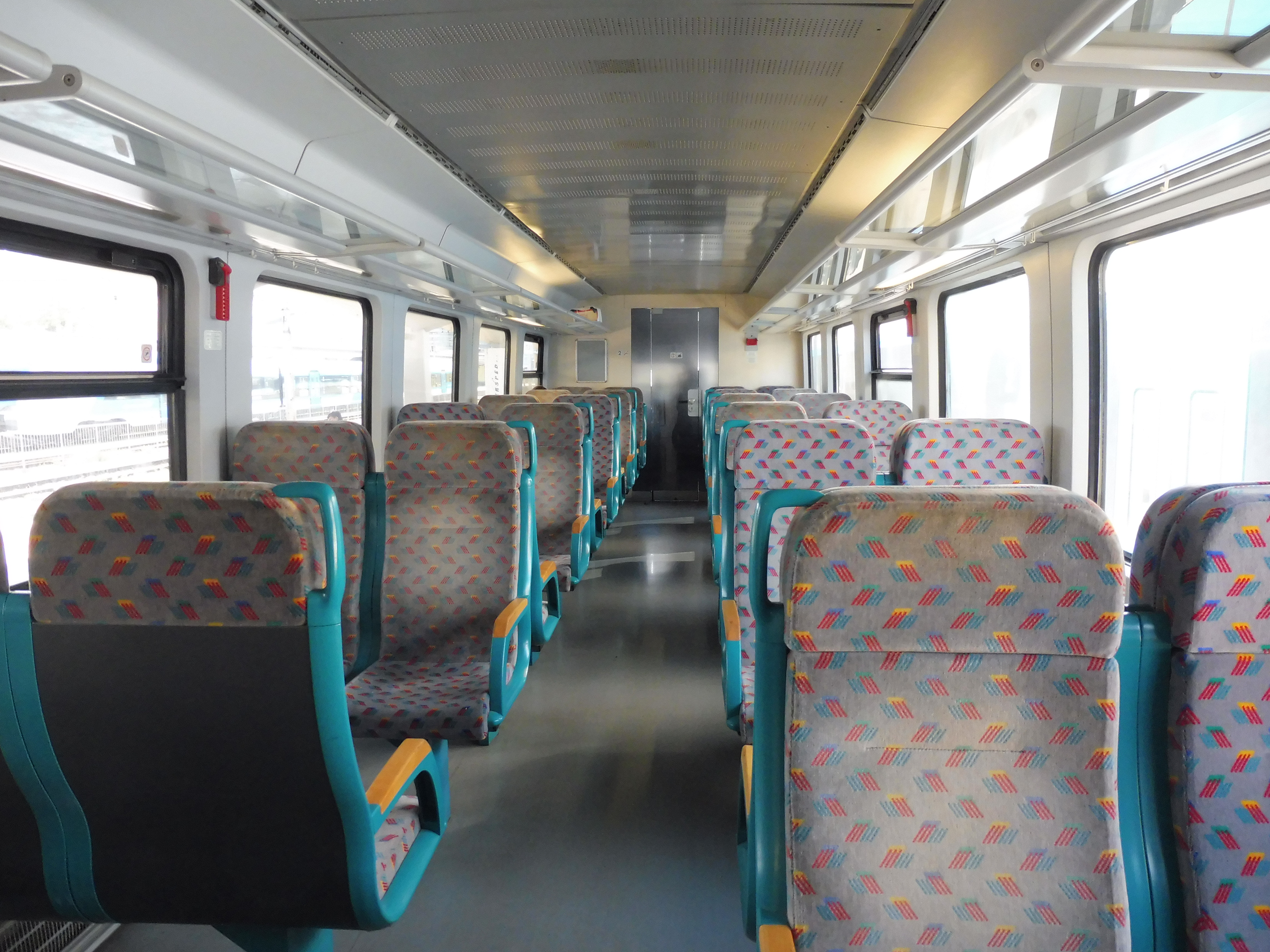
車内
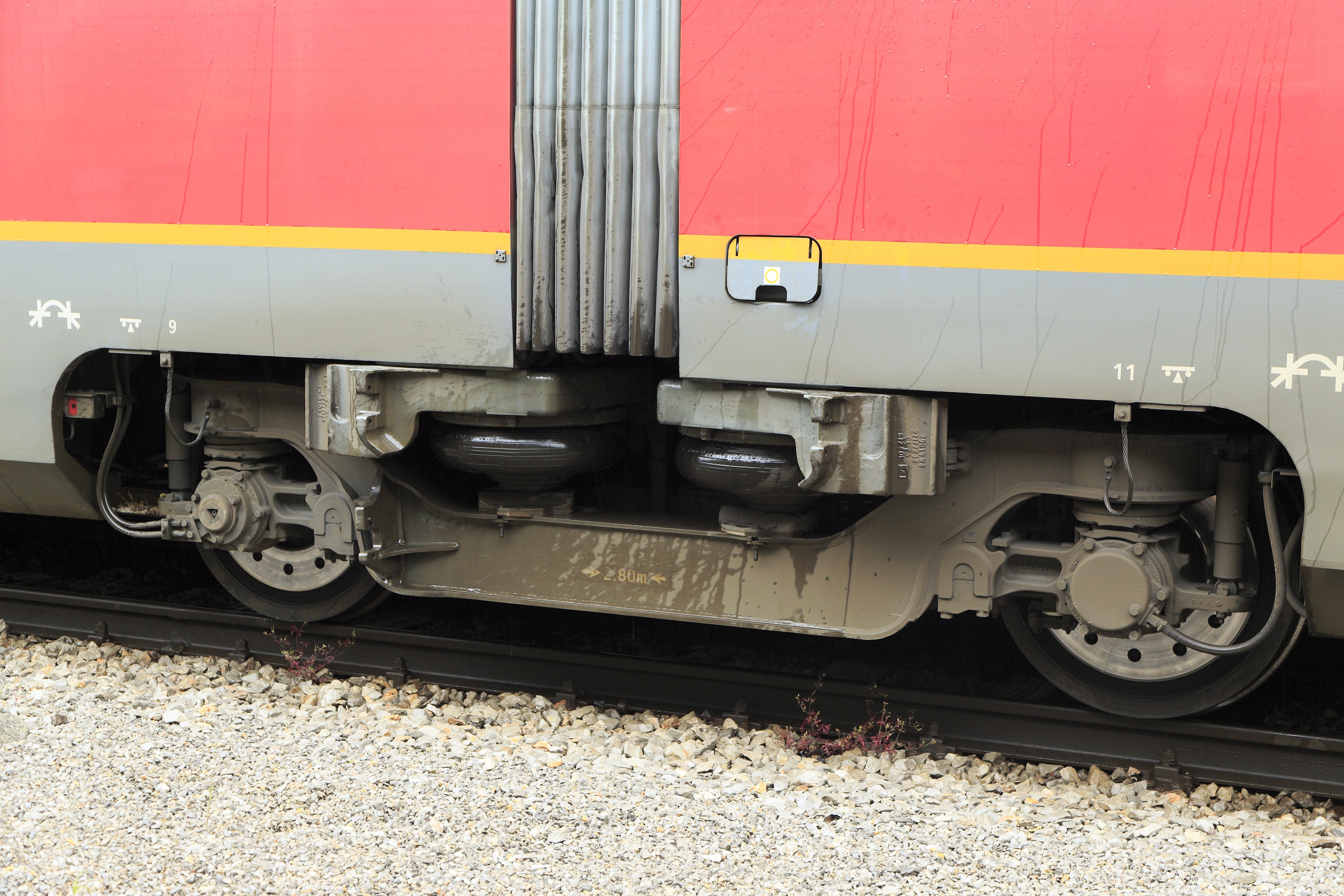
連節台車（付随台車）
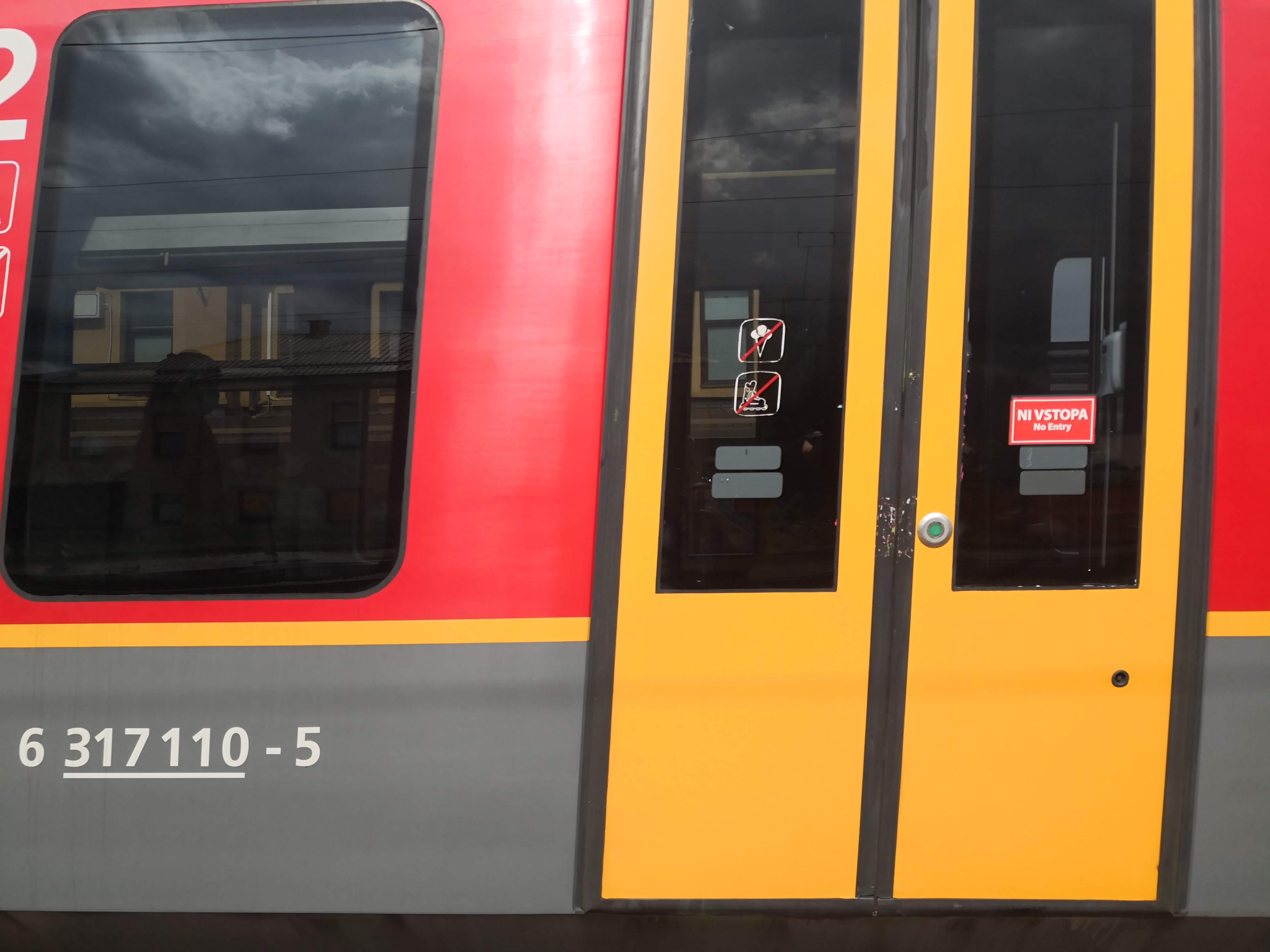
乗降扉

スロベニア鉄道初の連接式電車として、2000年から2002年にかけて2車体連接車10編成と3車体連接車・20編成が導入された。だが運行開始当初は空調の不備、主電動機の過熱と言った諸問題が生じ、主電動機の交換などの修繕工事が施された。それ以降も何度か大規模な修繕が実施されており、2008年には騒音が問題視されていた空調装置の改造や熱量計の設置、雨漏りが生じていた窓枠の修復、連節部の改良工事が行われ、2016年から2019年にかけてもコンバータを始めとした電気機器や制動装置の改良に加え、外装を落書き防止用の透明膜で覆う作業が実施されている。

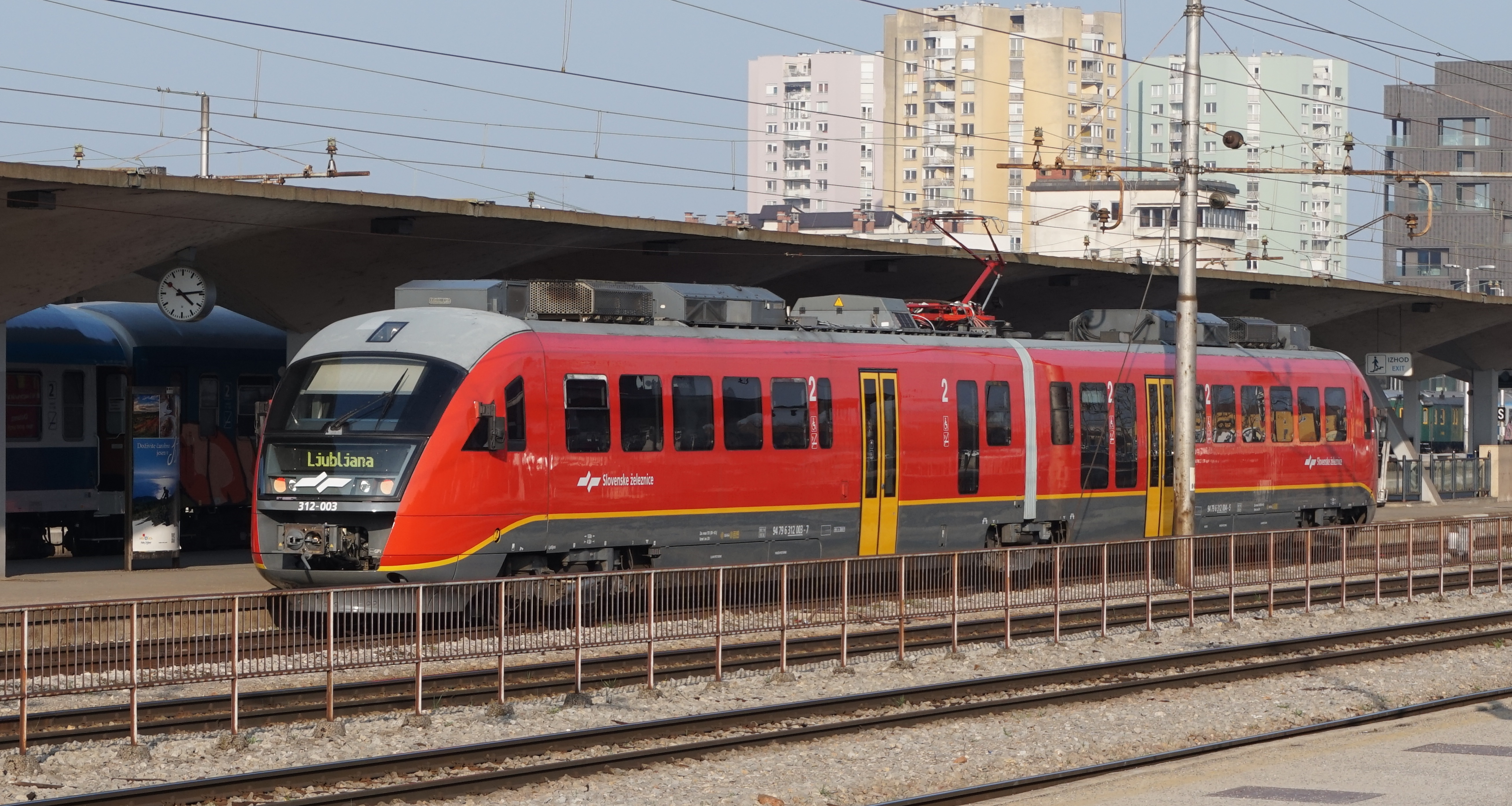
2車体連接車（2017年撮影）
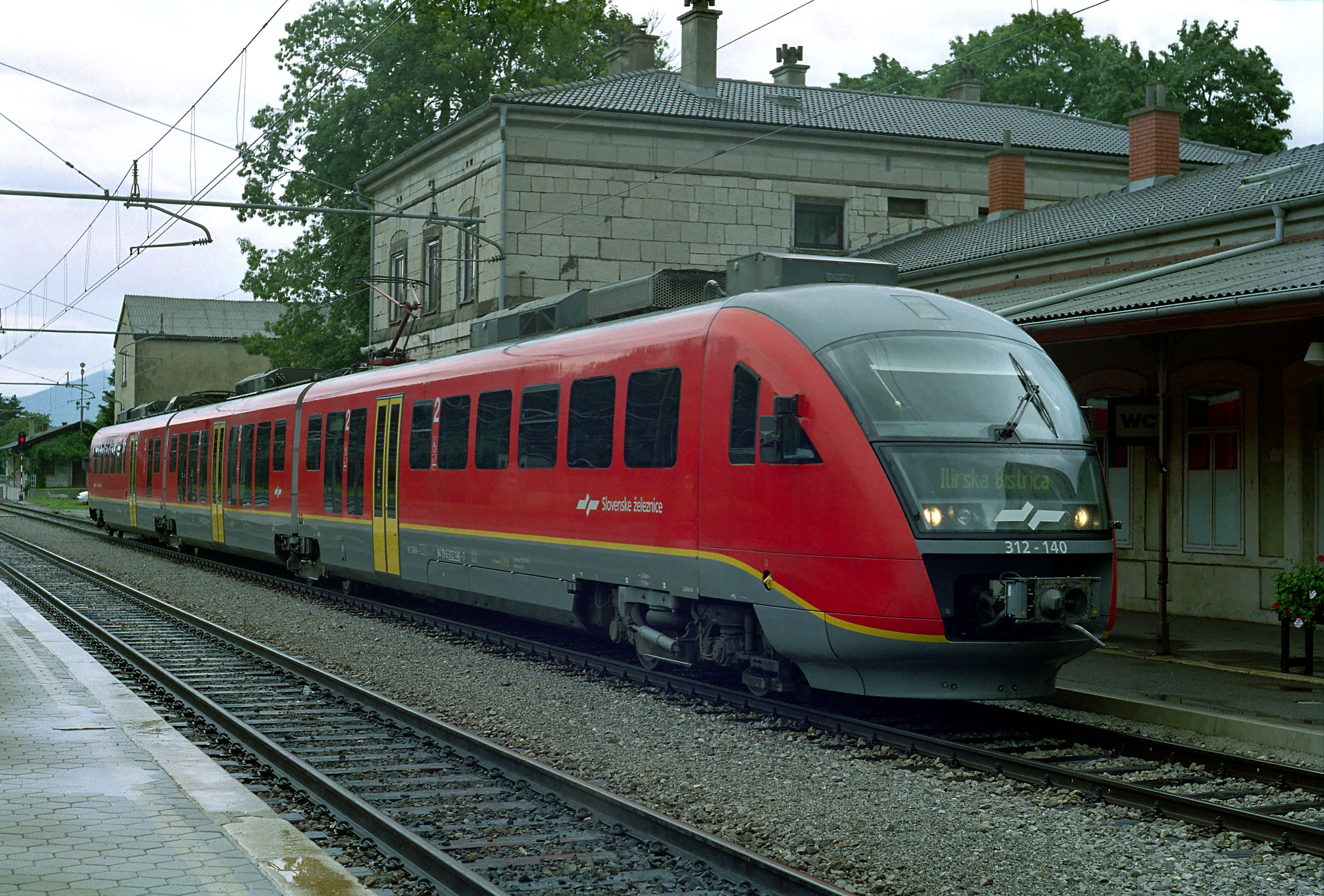
3車体連接車（2006年撮影）
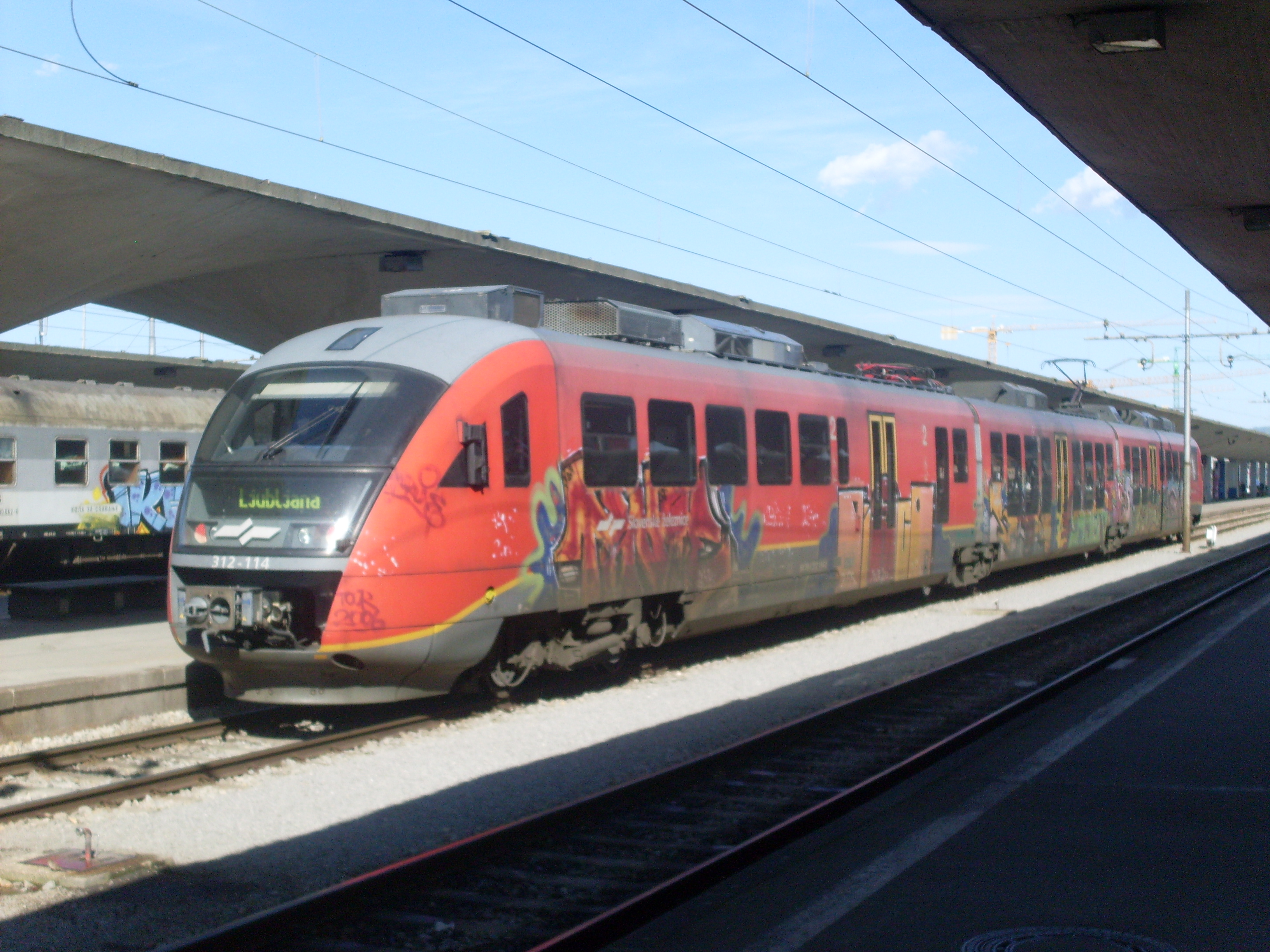
落書きの被害に遭った編成（2011年撮影）